# Landes de Rohanne
Les landes de Rohanne sont un site naturel situé sur la commune de Notre-Dame-des-Landes, dans le département de la Loire-Atlantique. Une partie du site est occupée par des opposants au projet d'aéroport du Grand Ouest.

## Classement
Les landes de Rohanne font partie de la zone naturelle d’intérêt écologique, faunistique et floristique Bois et landes de Rohanne et des Fosses noires,.

## Description
L'ensemble de la ZNIEFF est constitué de landes humides, de forêt caducifoliée, de chênaies acidophiles, et de prairies humides.

## Flore
Le site compte des espèces rares et protégées déterminantes pour le classement du site :
- la fougère Dryopteris affinis,
- le carex  Carex binervis,
- la callune, la myrte des marais et le genêt d'Angleterre,
- la gentiane des marais,
- des orchidées : l'orchis à fleurs lâches et la platanthère à deux feuilles,
- la radiole faux lin, Radiola linoides,
- le siméthis de Matthias, Simethis matthiazzi.

## Faune

### Amphibiens
L'alyte accoucheur, le triton marbré, le triton palmé sont présents sur le site.

## Mammifères
Plusieurs espèces de chauve-souris : la barbastelle d'Europe, le murin de Daubenton, le murin à oreilles échancrées, le vespertilion à moustaches, la  pipistrelle de Nathusius.

### Oiseaux
C'est un site de nidification de l'engoulevent d'Europe, de la Chouette chevêche, du Faucon hobereau et du Pouillot fitis, qui sont toutes des espèces protégées sur l'ensemble du territoire français.

## Menace
La zone humide est condamnée à la destruction par le Projet d'aéroport du Grand Ouest. La commission d'enquête publique du projet a rendu un avis favorable avec une réserve portant sur la compensation de ces zones humides. La réserve demande qu'un comité scientifique indépendant valide la méthode de calcul de ces compensations,.